# Конрад (пфальцграф Рейнский)
Конрад Швабский (нем. Konrad der Staufer; ок. 1135 — 9 ноября 1195) — пфальцграф Рейнский в 1156—1195 годах, из династии Гогенштауфенов. Сын Фридриха Одноглазого, герцога Швабии, и его второй жены Агнес Саарбрюкенской, единокровный брат Фридриха I Барбароссы, императора Священной Римской империи.
В 1156 году император Фридрих I Барбаросса передал Конраду во владение Пфальцграфство Рейнское и назначил его фогтом монастыря Шёнау в Оденвальде. При Конраде Хайдельберг (близ которого находился монастырь) начал развиваться как город. От брака с Ирмингард Хеннебергской Конрад получил во владение Лоршский монастырь.

## Семья
Конрад был женат первым браком на дочери Готфрида I, графа Шпонхайма, умершей ок. 1160 года. Их единственный сын умер ок. 1188 года.
Около 1160 года Конрад женился на Ирмингард (ум. 1197), дочери Бертольда I, графа Хеннеберга. Дети:
- Фридрих (ум. 1189);
- Конрад (ум. 1186);
- Агнес (1176 — 9/10 мая 1204); муж: с декабря 1193/января 1193 Генрих V Старший, пфальцграф Рейнский в 1195—1212 годах, герцог Брауншвейг-Люнебурга с 1213 года.

Конрад и обе его жены были похоронены в монастыре Шёнау. Сыновья Конрада не выжили, и все владения перешли к его дочери Агнес и её мужу Генриху Вельфу, ставшему пфальцграфом под именем Генрих V.